# Hybridní integrovaný obvod

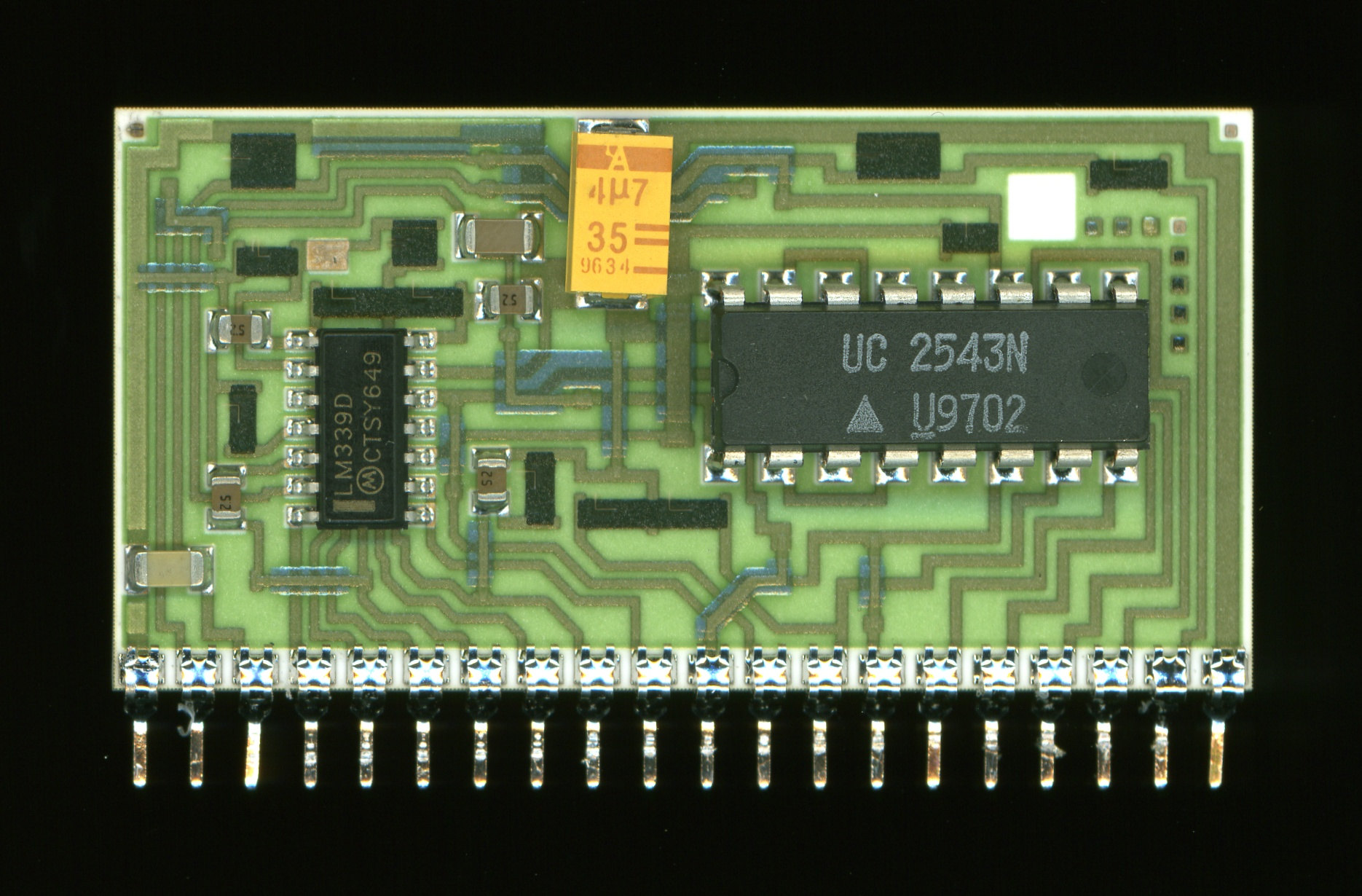
Hybridní obvod s natištěnými rezistory (černé plochy), zapájenými monolitickými integrovanými obvody a elektrolytickým kondenzátorem (žlutý)

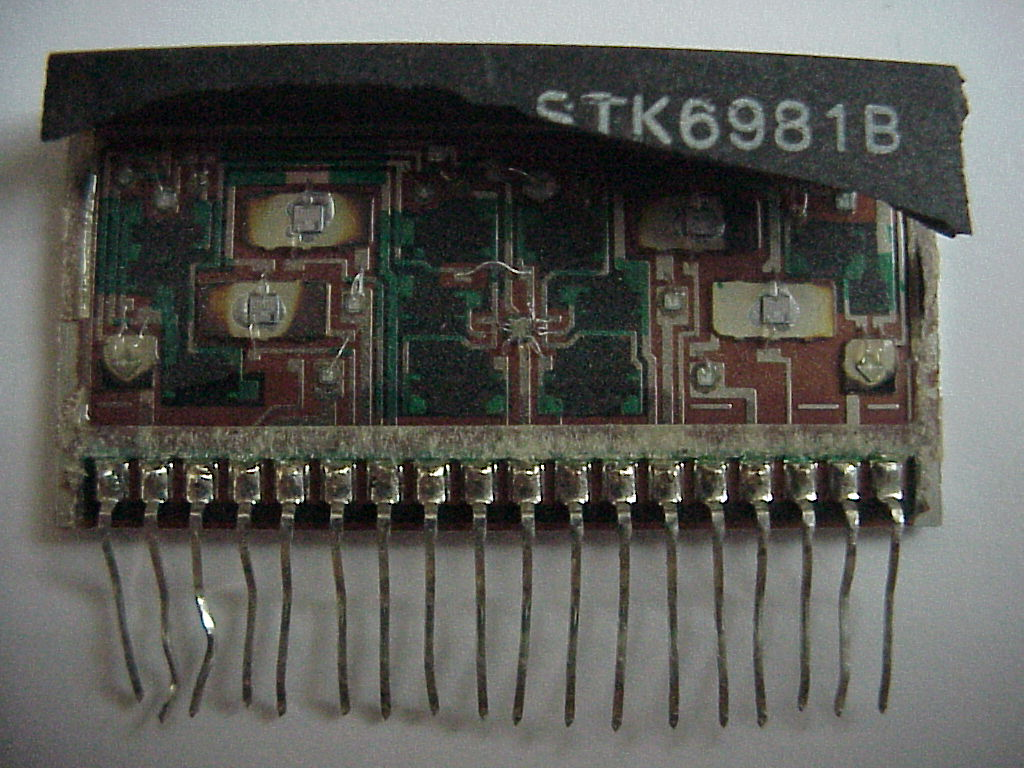
Odkrytý hybridní obvod (nízkofrekvenční koncový stupeň) s diodami, tranzistory a monolitickými IO připojenými bondováním

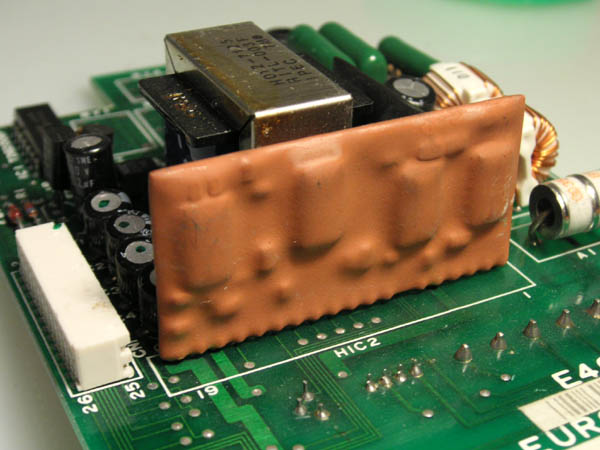
Hybridní obvod (hnědý), osazený na plošném spoji

Hybridní integrovaný obvod (HIO) je elektronická součástka zhotovená kombinací tiskových technik (technika tlustých vrstev) a montáže diskrétních součástek, přednostně na keramickém substrátu. Při výrobě HIO se kombinuje tisk vodivých spojů, rezistorů a některých typů kondenzátorů s montáží součástek, často nezapouzdřených nebo ve tvaru obdobném SMD. Nejde ani o čistou SMT montáž, ani o čistou tištěnou elektroniku.

## Výrobní proces
Jako substrát pro výrobu HIO jsou často využívány keramické destičky z oxidu hliníku (korundu), případně pro LTCC technologii (angl. Low Temperature Cofirec Ceramics) také keramické fólie. Obvyklé desky plošných spojů z epoxidového laminátu se skleněnou výztuží (FR4) nelze vzhledem k nedostatečné teplotní odolnosti použít. Korundová keramika má navíc nižší dielektrický ztrátový faktor a lepší tepelnou vodivost než FR4 a ostatní běžné substráty. To je často rozhodující při výběru substrátu pro HIO.
Vodiče jsou zhotovovány sítotiskem a mohou se při použití izolačních vrstev také křížit. Obdobně jsou zhotovovány také rezistory, které mohou být následně nastaveny na přesnou hodnotu laserem. Výjimečně mohou být tištěny také kondenzátory, ale pouze malé hodnoty (do 1 nF).
Potištěné podložky jsou vypáleny, aby se potisk tvořený pastovitými materiály spekl do odolných a trvanlivých vrstev.
Keramické destičky s natištěnými a vypálenými vrstvami je možné dále osadit prvky, jako jsou polovodiče a elektrolytické kondenzátory. Osazení nezapouzdřených polovodičových součástek je umožněno dobrou tepelnou vodivostí substrátu (destičky z korundu). Nejčastěji využívanými způsoby propojení součástek se substrátem jsou pájení přetavením a bondování. Technologicky vycházejí tolerance hodnot součástek velmi široké. Odpory ale mohou být následně nastaveny na přesnou hodnotu.
HIO mohou být pouzdřeny do kovových nebo keramických pouzder, případně pro méně náročné aplikace pokrytím plastem, tzv. fluidizací. Při fluidizaci je krátkodobě nahřátý HIO vložen do nádoby, ve které je zvířený například epoxidový prášek. Částečky prášku ulpí na povrchu a vytvoří souvislou vrstvu. Definitivní vytvrzení povrchu nastane po několikahodinovém vytvrzení zvýšenou teplotou.

## Přednosti HIO
- je možné využít součástky zhotovené různými, i odlišnými technologiemi,
- korundová podložka je výborný izolant,
- ztrátové teplo je účinně odváděno substrátem, celý HIO má stejnou teplotu,
- tištěné a dodatečně nastavené rezistory mají přesnou hodnotu (laserové nastavení, přesnost lepší než 0,1 %) v širokém rozsahu hodnot.

## Oblasti využití
Řešení s pomocí HIO je ekonomicky přijatelné pouze při velkém počtu vyrobených kusů (ve srovnání s obvodově stejným řešením na obvyklém DPS, osazeném SMD součástkami). Vždy má ale smysl zvážit použití HIO, když DPS, osazená SMD součástkami nevyhovuje.
Pokud jde o miniaturizaci (pro umístění elektroniky je nedostatek místa), odvod tepla, vysoké provozní teploty nebo jiné extrémní provozní podmínky (např. vakuum), jsou technické přednosti HIO nesporné.
Hybridní integrované obvody jsou vhodné k nasazení všude tam, kde je požadována vysoká spolehlivost a působí nepříznivé provozní podmínky (vysoká vzdušná vlhkost, vibrace):
- automobilová elektronika (řízení motoru, ABS, nabíjecí zařízení,
- průmyslová výkonová elektronika,
- měřicí a regulační technika (MaR),
- senzory pro agresivní prostředí,
- vojenská, letecká a kosmická elektronika,
- telekomunikace,
- výkonné počítačové systémy,
- některé typy zábavní elektroniky,
- vysokofrekvenční technika (anténní zesilovače).